# 9152 Combe
A 9152 Combe (ideiglenes jelöléssel (9152) 1980 VZ2) a Naprendszer kisbolygóövében található aszteroida. Schelte J. Bus fedezte fel 1980. november 1-én.